# Saint-Martin-des-Lais
Saint-Martin-des-Lais é uma comuna francesa na região administrativa de Auvérnia-Ródano-Alpes, no departamento Allier. Estende-se por uma área de 17,4 km². Em 2010 a comuna tinha 125 habitantes (densidade: 7,2 hab./km²).